# La Baranova (Tivissa)
La Baranova és una plaça de Tivissa (Ribera d'Ebre) inclosa a l'Inventari del Patrimoni Arquitectònic de Catalunya.

## Descripció
Plaça situada davant l'església parroquial de Sant Jaume, en un extrem del nucli. Queda elevada respecte al passeig de la Roja, trobant-se delimitada amb una barana forjada, en un extrem de la qual hi ha un pilar motllurat amb l'any 1927 inscrit. A la façana de l'església hi ha una rajola vidriada amb dos angelets que sostenen un pergamí on hi consta "PLAZA DE LA BARANOVA MCMXXVII". El paviment presenta estrelles centrades en quadrícules. L'indret ofereix unes magnífiques vistes panoràmiques sobre la comarca. En un extrem hi ha la font de la Sardana.

## Història
Fins a mitjans del segle xix, en aquesta plaça hi havia el cementiri parroquial, moment en el qual va ser traslladat fora del nucli de població. La reforma de la plaça va començar-se l'any 1926 i seguí el 1952, sota la direcció del Sr. Lluís Brull i Cedó. L'any 1971 s'hi va construir el monument a la Sardana, obra de l'escultor Josep Maria Brull i Pagés.